# Donje Tlamino
Donje Tlamino (Servisch cyrillisch Доње Тламино) is een plaats in de Servische gemeente Bosilegrad. De plaats telt 211 inwoners (2002).